# Christophe Balthazard
 (avril 2017).
Christophe Balthazard, né à Villeneuve-le-Roi en Bourgogne en 1588 et mort en 1670, est un avocat d'Auxerre.

## Écrits
Il rédige divers écrits pour appuyer les prétentions de la couronne de France sur quelques domaines de l'Espagne. Il livre ainsi un témoignage historique sur les litiges entre les deux couronnes.

## Sources
- S. Taussig, Dictionnaire des philosophes français du XVIIe siècle, Paris, Honoré Champion, 2015, p. 195.